# Duras
 Duras  es una población y comuna francesa, en la región de Aquitania, departamento de Lot y Garona, en el distrito de Marmande y cantón de Duras.

## Demografía
| 1303 | 1298 | 1245 | 1244 | 1200 | 1214 |
| Para los censos de 1962 a 1999 la población legal corresponde a la población sin duplicidades (Fuente: INSEE [Consultar]) |      |      |      |      |      |

## Monumentos y lugares de interés
- Castillo de Duras, del siglo XII, clasificado como monumento histórico de Francia.